# TFBOYS影視作品列表
本列表主要列舉中國男子音樂組合TFBOYS歷年參與演出的電影、戲劇、電視節目及舞台演出。

## 專屬節目
- 2013年11月15日－2015年5月8日  優酷、騰訊視頻 TF少年GO
- 2014年9月13日－2014年11月1日  愛奇藝 TFBOYS偶像手記[1]

## 紀錄片
- 2017年1月31日－2017年2月4日 CCTV 加油男孩

## 網路戲劇
- 2014年 優酷、騰訊視頻 男生學院自習室
- 2016年 樂視網 超少年密碼

## 廣告
- 2016年 騰訊視頻 我是你的TFphone
- 2017年 騰訊視頻 看不見的TA
- 2018年 秒拍 洗手吃飯

## 电视剧
- 2016年 湖南衛視 超少年密碼
- 2016年 北京衛視、浙江衛視 小別離
- 2017年 湖南衛視 我們的少年時代

## 綜藝節目

### 固定出演
- 2015年11月6日－2016年1月1日 湖南衛視 全員加速中第一季

## 外部連結
- TFBOYS的新浪微博